# امنیت داخلی
امنیت داخلی (انگلیسی: Internal security) عبارت است از حفظ صلح در داخل مرزهای یک کشور مستقل یا سایر مناطق خودگردان، به‌طور کلی با رعایت قوانین ملی و دفاع در برابر تهدیدات امنیت داخلی. مسئولیت امنیت داخلی ممکن است از پلیس تا نیروهای نظامی‌نما یا شبه‌نظامی و در شرایط استثنایی، خود ارتش متغیر باشد.
تهدیدات علیه صلح عمومی می‌تواند از ناآرامی‌های مدنی کوچک، خشونت‌های گسترده یا حتی شورش مسلحانه متغیر باشد. تهدیدات علیه امنیت داخلی ممکن است متوجه شهروندان دولت یا ارگان‌ها و زیرساخت‌های خود دولت باشد و می‌تواند از جرایم خرد، جرایم سازمان‌یافته جدی، ناآرامی‌های سیاسی یا صنعتی یا حتی تروریسم داخلی متغیر باشد. قدرت‌های خارجی نیز ممکن است با ارتکاب یا حمایت از تروریسم یا شورش، بدون اعلام جنگ واقعی، به عنوان تهدیدی برای امنیت داخلی عمل کنند.
مسئولیت دولت برای امنیت داخلی عموماً برعهده وزارت کشور است، برخلاف وزارت دفاع. بسته به ایالت یا استان، امنیت داخلی یک ایالت توسط پلیس عادی یا نیروهای امنیتی نظامی‌تر (که به‌عنوان ژاندارمری یا به معنای واقعی کلمه، نیروهای داخلی شناخته می‌شوند) حفظ خواهد شد. سایر آژانس‌های تخصصی امنیت داخلی ممکن است برای تقویت این نیروهای اصلی، مانند مرزبانان، واحدهای ویژه پلیس یا بخش‌هایی از آژانس‌های اطلاعاتی، وجود داشته باشند. در برخی ایالت‌ها یا استان‌ها، امنیت داخلی ممکن است مسئولیت اصلی یک نیروی پلیس مخفی باشد.
سطح نیروی مجاز مورد استفاده توسط سازمان‌ها و نیروهای مسئول حفظ امنیت داخلی ممکن است از پلیس غیرمسلح تا سازمان‌های شبه‌نظامی کاملاً مسلح متغیر باشد، یا از سطحی از سلاح‌های کم‌کشنده‌تر در این بین استفاده کنند. در موقعیت‌های خشونت‌آمیز، نیروهای امنیت داخلی ممکن است برخی از عناصر تجهیزات نظامی مانند خودروهای زرهی غیرنظامی را در اختیار داشته باشند.